# Congregazione di Maria Regina Immacolata
La Congregazione di Maria Regina Immacolata (in lingua latina: Congregatio Mariae Reginae Immaculatae, CMRI) è una congregazione di posizione cattolica tradizionalista aderente al sedevacantismo, che considera come ultimo pontefice Pio XII; è dedicata a promuovere il messaggio di Nostra Signora di Fátima e la devozione alla Vergine Maria secondo l'insegnamento di Luigi Maria Grignion de Montfort che essa considera il proprio fondatore spirituale. Nel corso degli anni, la congregazione è stata conosciuta anche come i Crociati di Fátima e Oblati di Maria Immacolata Regina dell'Universo.

## Storia
La Congregazione di Maria Immacolata Regina è stata costituita nel 1967 a Coeur d'Alene da Francis Schuckardt ed il suo assistente Denis Chicoine.
Nel 1969, con l'approvazione del vescovo Sylvester William Treinen della diocesi di Boise City, fu fondato un gruppo in una congregazione religiosa di fratelli e sorelle. 
Con l'attuazione delle riforme del Concilio Vaticano II, Schuckhardt e il suo gruppo sono giunti alla conclusione che Paolo VI non era legittimo papa e quindi ha cercato dei sacerdoti che hanno condiviso la sua posizione teologica del sedevacantismo. Agli inizi degli anni settanta Schuckhardt si fece ordinare al sacerdozio e consacrare all'episcopato dal vescovo Daniel Q. Brown della Chiesa vetero cattolica romana, e acquistò l'ex seminario gesuita Mount Saint Michael (Spokane) a Spokane e divenne il centro della congregazione.
Nel giugno 1984 Chicoine con il sostegno della maggioranza del clero e laici della congregazione, decisero di espellere Schuckardt a causa di vari scandali; Chicoine stesso assunse la guida ad interim della Congregazione. Resisi conto che la validità dei sacramenti amministrati da Schuckardt era dubbia (la sua successione apostolica risaliva a Arnold Mathew, un vescovo vetero-cattolico scismatico che era stato espulso dall'Unione di Utrecht nel 1910 e scomunicato da Papa Pio X nel 1911), nell'autunno dello stesso anno i sacerdoti cercarono un vescovo per gli aspiranti al sacerdozio e trovarono George Musey di Galveston della linea episcopale Thục. Il vescovo Musey riordinò sub condicione le ordinazioni precedenti e riamministrò sub condicione i sacramenti.
Nel 1986 la CMRI ha tenuto il suo primo capitolo generale stabilendo delle regole e costituzioni; nello stesso anno, la regola fu approvata dal vescovo Robert McKenna ORCM.
Nel 1989 Padre Mark Pivarunas è stato eletto superiore generale della Congregazione e nel 1991 fu consacrato vescovo da Moisés Carmona.
Nel giugno 2007, 15 suore appartenenti alle Sorelle di Maria Regina Immacolata sono state espulse dalla CMRI per aver rifiutato la dottrina del sedevacantismo e per aver riconosciuto Papa Benedetto XVI come legittimo pontefice. Poco tempo dopo, tali suore si sono riconciliate con la Santa Sede e, con l'approvazione del vescovo William Stephen Skylstad, della Diocesi di Spokane, hanno costituito il nuovo ordine delle Sorelle di Maria, Madre della Chiesa.

## Superiori generali
- Francis Schuckardt (1967–1984)
- Denis Chicoine (1984–1989)
- Mark Pivarunas (1989–1991)
- Casimir Puskorius (1991–1995)
- Mark Pivarunas (1995–attualmente)

## La Congregazione di Maria Regina Immacolata nel mondo
La Congregazione di Maria Immacolata Regina celebra la Messa di San Pio V in 29 chiese e cappelle negli Stati Uniti, Canada, Australia e Nuova Zelanda. Opera anche nel seminario "Mater Dei" a Omaha, mentre la Casa Madre delle suore si trova a Spokane, Washington (Mount Saint Michael); è presente anche al Centro e Sud America, con i centri in Argentina, Brasile e Messico, in Europa con centri di messa in Inghilterra, Francia, Germania, Svizzera, Cecoslovacchia, Ucraina e Russia.